# Renilla reniformis
Renilla reniformis ist eine zur Ordnung der Seefedern gehörende Oktokorallenart. Sie besitzt ein blattförmiges Aussehen. Charakteristisch für Renilla reniformis ist die Befähigung zur Lichterzeugung (Biolumineszenz).

## Aufbau
Eine Kolonie von Renilla reniformis ist aus Polypen unterschiedlicher Formen und Funktionen aufgebaut, die Einzeltiere werden als Zooide bezeichnet. Der Stiel wird durch einen einzigen, riesigen Polypen (Oozooid) gestellt. Der blatt- oder blütenförmige Körper trägt auf seiner Oberseite zahlreiche kleine Fresspolypen (Autozooide). Tentakellose Schlauchpolypen (Siphonozooide) bilden Einström- und Auslassventile, über die Wasser freigesetzt oder aufgenommen werden kann.

## Vorkommen
Renilla reniformis kann vor den Küsten North Carolinas bis Floridas sowie vor Brasilien gefunden werden. Im Gegensatz zu der verwandten Art Renilla mülleri kommt sie nicht im Golf von Mexiko vor.

## Leuchtsystem
Nach einer Reizung ist Renilla reniformis zur Biolumineszenz befähigt. Ihr Leuchtsystem basiert auf einer Luciferase, der Renilla-Luciferase und einem grün fluoreszierenden Protein, dem Renilla-GFP. Die Renilla-Luciferase ist die primäre Lichtquelle. Sie erzeugt aus ihrem Substrat Coelenterazin unter Verbrauch von Sauerstoff und Abspaltung von Kohlendioxid ein blaues Licht. Dieses wird strahlungsfrei über den Förster-Resonanzenergietransfer auf das Renilla-GFP übertragen, welches für das grüne Leuchten der Seefeder verantwortlich ist. Das Leuchtsystem von Renilla reniformis aus der Renilla-Luciferase und dem grün fluoreszierenden Protein wird auch experimentell in der Biochemie zum Nachweis von Protein-Protein-Interaktionen genutzt.